# Helena Kurcyusz
Helena Maria Kurcyusz, Helena Kurcyuszowa (ur. 10 maja 1914 w Sandomierzu, zm. 21 stycznia 1999 w Szczecinie) – polska architekt-urbanistka, malarka, animatorka kultury w powojennym Szczecinie.

## Życiorys

### Młodość i lata II wojny światowej
Córka Zygmunta Słomińskiego, naczelnego inżyniera Warszawy (1924–1927), a następnie prezydenta Warszawy (1927–1934), i Teresy z d. Paszkiewicz. Miała starszego brata Michała (1907-1947), inżyniera. Siostra cioteczna pilota Ludwika Paszkiewicza, Mieczysława Paszkiewicza i Marii Herniczek - żony dr. Kazimierza Niemirowicza-Szczytta. Przez matkę, Teresę z Paszkiewiczów, spokrewniona z Witoldem Gombrowiczem.
W styczniu 1934 w Warszawie poślubiła prawnika Jerzego Kurcyusza (brata Tadeusza Kurcyusza). Podjęła studia na Wydziale Architektury Politechniki Warszawskiej, które ukończyła w 1939, tuż przed wybuchem II wojny światowej.
Uczestniczyła w obronie Warszawy, działając w medycznym Pogotowiu Technicznym. Po kapitulacji miasta brała udział w akcjach konspiracyjnego ZWZ, a następnie AK. 4 października 1942 wraz z ojcem została przez gestapo osadzona w areszcie więziennym przy ulicy Dzielnej 24/26 („Pawiak)”. 17 stycznia 1943 została wywieziona do obozu koncentracyjnego na Majdanku, gdzie opiekowała się grupą uwięzionych białoruskich chłopców, szkicowała ich portrety i robiła notatki. W kwietniu 1944 została przetransportowana do obozu kobiecego w Ravensbrück, a później do obozu w Neubrandenburgu.

### Okres po II wojnie światowej

#### Powrót
W kwietniu 1945, wracając z Ravensbrück do Warszawy, zatrzymała się w Szczecinie, aby spotkać się z koleżanką, która przebywała w szpitalu na Gumieńcach. Zachwyciła się miastem – poświęciła mu resztę życia, „stając się jego legendą”. Zamieszkała przy ulicy Wyspiańskiego 7 (niem. Niebuhrstraße w pobliżu dzisiejszego Parku Kasprowicza), która jest uznawana za jedną z najpiękniejszych szczecińskich ulic. Od tej właśnie ulicy odchodzi inna, która nosi imię Kurcyuszowej.

#### Świadek w procesie załogi Majdanka
W latach 1975–1981 Helena Kurcyusz uczestniczyła jako świadek koronny w przeprowadzonym w Düsseldorfie procesie esesmańskiej załogi Majdanka – Herminy Braunsteiner-Ryan (nazywanej „Kobyłą”) i Hildegardy Laechert („Krwawa Brygida”). Jej obozowe notatki i szkice stały się po wojnie ważnym materiałem, który umożliwił upamiętnienie więźniów Majdanka.

#### Architekt zachodniopomorski
6 lipca 1945 została zatrudniona na stanowisku referenta budowlanego w Wydziale Budownictwa Urzędu Miejskiego, a od 1946 pracowała w Regionalnej Dyrekcji Planowania Przestrzennego. Pełniła w niej funkcję głównego urbanisty województwa szczecińskiego, prowadząc inwentaryzację zabytków i opracowując plany urbanistyczne dla 71 miast tego województwa. W 1946 zajmowała się inwentaryzacją i ratowaniem zabytków Szczecina, a przede wszystkim Zamkiem Książąt Pomorskich; odkryła krypty z sarkofagami książąt pomorskich. Nadała polskie nazwy wielu ulicom, m.in. Bohaterów Warszawy (niem. Mackensenstraße), Ku Słońcu (niem. Pasewalker Chaussee), Jasne Błonia (niem. Quistorpaue), Wiatru od Morza (niem. Holzmarktstraße). W jej mieszkaniu zapraszani profesorowie warszawskich uczelni (później również szczecińskiej Szkoły Inżynierskiej) opracowywali – wraz ze studentami – uproszczone plany zagospodarowania zachodniopomorskich miast. W kolejnych latach – do emerytury w 1974 – była projektantem w Wojewódzkiej Pracowni Urbanistycznej.
Utworzyła szczecińskie oddziały:
- Stowarzyszenia Architektów Polskich (przez kilka kadencji przewodniczyła temu oddziałowi),
- Towarzystwa Urbanistów Polskich (otrzymała później tytuł członka honorowego)[9].

#### Salon Heleny Kurcyusz i 13 Muz

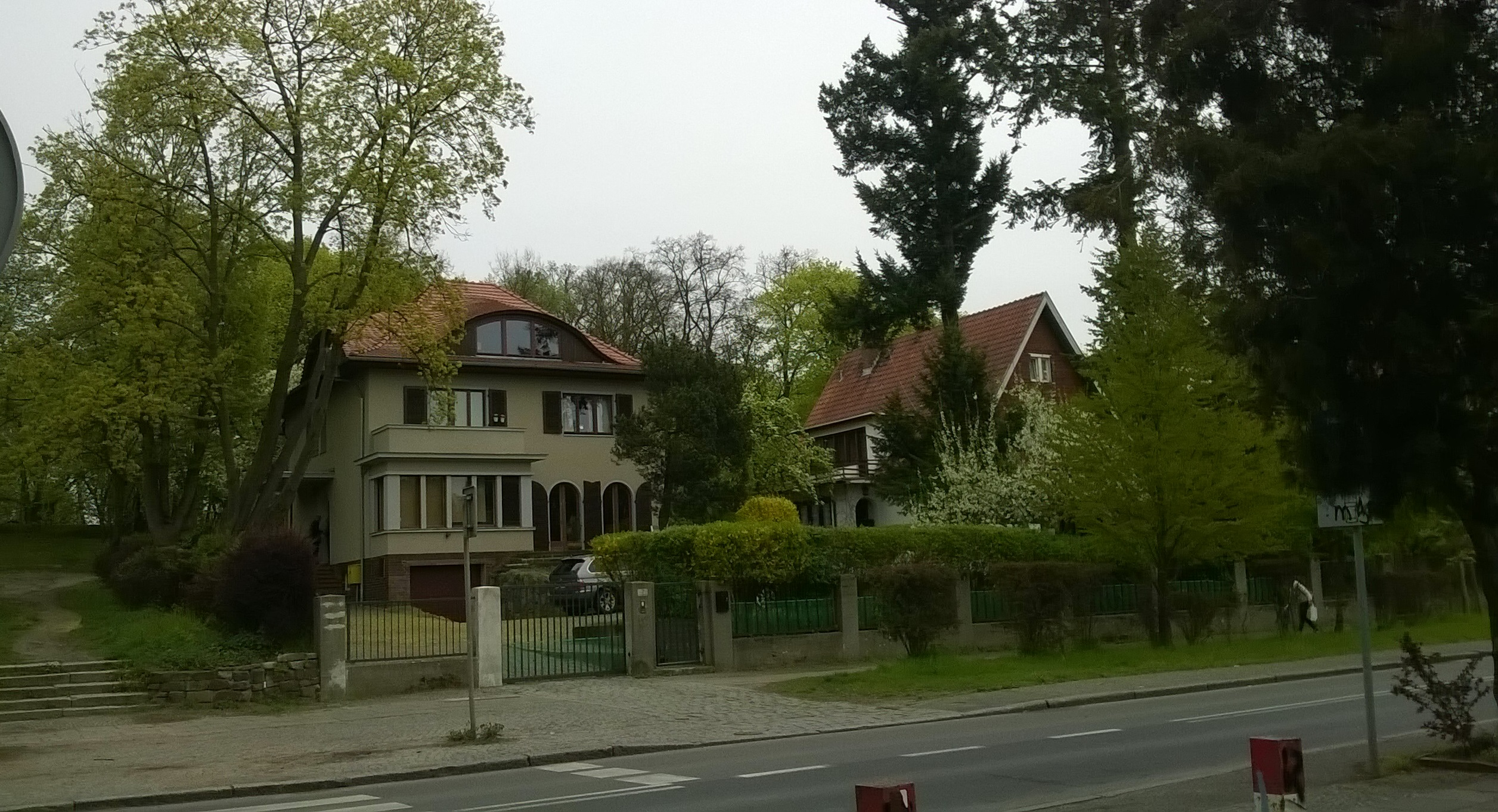
Willa Heleny Kurcyusz przy ul. Stanisława Wyspiańskiego 7

Była nie tylko architektem-urbanistą, ale również animatorką artystycznego życia miasta. Prowadziła  dom otwarty, w którym spotykali się przedstawiciele całego środowiska kulturalnego miasta i które nazywano „Salonem Heleny Kurcyusz”. W latach 70. w jej willi spotykali się też studenci architektury – działacze opozycyjni. W 1949 współorganizowała – z Konstantym Ildefonsem Gałczyńskim i Jerzym Andrzejewskim (mieszkającymi wówczas w Szczecinie) – „Klub 13 Muz”. Według części źródeł była pomysłodawczynią jego nazwy, według innych nazwę zaproponował Gałczyński. Od 1957 pełniła funkcję prezesa tego klubu (Dom Kultury Środowisk Twórczych „Klub 13 Muz”).

## Twórczość
Helena Kurcyusz jest autorką publikacji, m.in.:
- Kilka wspomnień z Majdanka 17 stycznia 1943 – kwiecień 1944 (1960, maszynopis)
- Dziecięce komando [w:] oprac. Cz. Rajca, A. Wiśniewska: „Przeżyli Majdanek. Wspomnienia byłych więźniów obozu koncentracyjnego na Majdanku” (Lublin 1980)
- Helena Kurcyusz [w:] red. Krystyny Tarasiewicz: „My z Majdanka. Wspomnienia byłych więźniarek”(Lublin 1988)
- Moje pierwsze lata w Szczecinie („Przegląd Zachodniopomorski” 1994, 3)

Jej akwarele i grafiki – pejzaże, portrety, szkice zabytków Pomorza Zachodniego – były prezentowane na indywidualnych wystawach w latach 1970 i 1980. Pisała również poezje.

## Odznaczenia i wyróżnienia[6]
- Krzyż Kawalerski Orderu Odrodzenia Polski
- Złota Odznaka Stowarzyszenia Architektów Polskich
- Złota Odznaka Towarzystwa Urbanistów Polskich, członek honorowy Towarzystwa Urbanistów Polskich[2]
- Złoty Krzyż Zasługi
- Medal Zwycięstwa i Wolności
- Złota Odznaka Gryfa Pomorskiego
- Złota Odznaka Towarzystwa Przyjaciół Szczecina
- Nagroda Wojewódzka za wybitne osiągnięcia w dziedzinie upowszechniania kultury na Pomorzu Zachodnim

## Wspomnienia i upamiętnienie

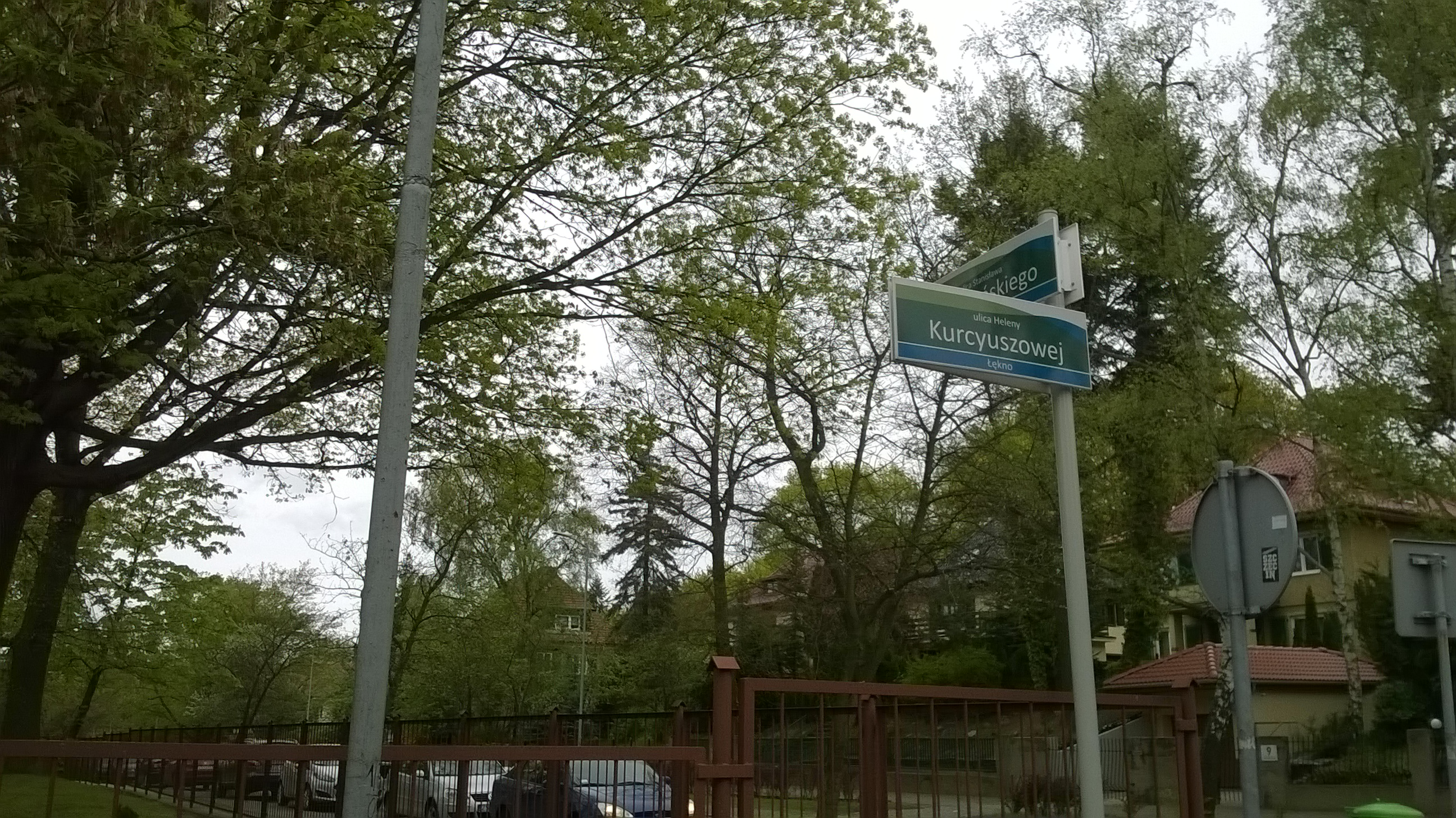
Wylot ul. Heleny Kurcyuszowej na ul. Wyspiańskiego

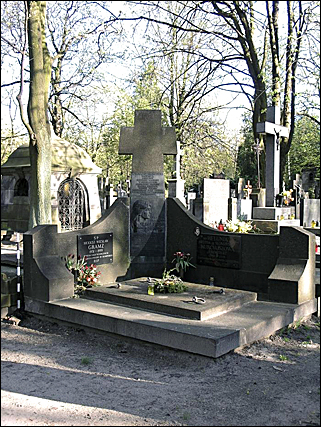
Grobowiec rodzinny na Starych Powązkach w Warszawie

Wojenne przeżycia Heleny Kurcyusz oraz jej udział w procesie zbrodniczej załogi Majdanka zostały upamiętnione w filmie Świadek (aut. Andrzej Androchowicz). Jej nazwisko umieszczono na liście Pionierów Miasta Szczecin; jej imieniem nazwano też małą uliczkę na Pogodnie oraz salon kominkowy w Klubie 13 Muz. Uliczka Heleny Kurcyuszowej prowadzi od głównej arterii miasta – al. Wojska Polskiego (w pobliżu parku im. Gałczyńskiego z rzeźbą „Zaczarowanej dorożki”) – do jej domu przy ul. Wyspiańskiego 7.
Znalazła się na 16. miejscu listy „Szczecinianie Stulecia”, utworzonej na przełomie XX i XXI w. w wyniku plebiscytu Gazety Wyborczej (wyd. szczecińskie), Polskiego Radia Szczecin i TVP Szczecin. W książce przypominającej ich sylwetki szczeciński architekt, Stanisław Latour, zamieścił swoje wspomnienie zatytułowane „Helena Kurcyusz. Pierwsza dama Szczecina”. Na zakończenie stwierdził:

Czym Skrzynecki, zresztą Jej przyjaciel, był dla Krakowa, tym Ona była dla Szczecina.

W 2017 na antenie Polskiego Radia Szczecin odbyła się premiera słuchowiska poświęconego jej osobie „Kurcyuszowa - Szczecin prezydentówny Słomińskiej” w reż. Sylwestra Woronieckiego.
W 2002 Stowarzyszenie Architektów Polskich podjęło inicjatywę upamiętnienia Heleny Kurcyusz (pochowanej w 1999 obok matki na Starych Powązkach (kwatera 201-2-1/2)) na Cmentarzu Centralnym w Szczecinie. Na placu tuż za cmentarną Bramą Główną (proj. Wilhelm Meyer-Schwartau) umieszczono cenotaf – głaz pamięci na niewielkim wzniesieniu, na którym umieszczono inskrypcję:

Helena Kurcyusz, „Helunia” 1914–1999 żołnierz AK, więzień Majdanka, pierwszy polski architekt – urbanista w powojennym Szczecinie, życie i serce poświęciła temu miastu, spoczywa na Powązkach w Warszawie